# Altsasu (minisèrie)
|  | Aquest article tracta sobre la minisèrie dels joves empresonats pel cas Altsasu. Si cerqueu el municipi navarrès, vegeu «Altsasu». |

Altsasu és una minisèrie de televisió en basc de 2020, creada pel director Asier Urbieta i les productores Baleuko i Sàpiens Produccions (pertanyent al grup SOM), amb coproducció d'Euskal Irrati Telebista (EITB) i Televisió de Catalunya (TVC), i la participació del Departament de Cultura de la Generalitat de Catalunya. Distribuïda en quatre episodis de cinquanta minuts, centra el seu relat en la història del cas Altsasu. L'obra es va estrenar el 9 de desembre de 2020 al canal ETB 1 i el 18 de gener de 2021 a TV3. Enregistrada originalment en basc i castellà, es va doblar al català.

## Argument
El 14 d'octubre del 2016, la localitat navarresa d'Altsasu celebra les seves festes majors. L'ambient de festa i diversió transcorre amb normalitat fins que, a altes hores de la matinada, succeeix una baralla al bar Koxka del poble. En ella, s'hi veuen involucrats dos agents de la Guàrdia Civil espanyola i diversos joves. Com a conseqüència d'aquest incident, vuit joves d'Altsasu seran processats i empresonats, fet que significativament marcarà la vida del poble en els succesius anys.

## Repartiment

### Repartiment principal
- Jon Olivaresː Urko Fernandez de Bikuña, jove acusat
- Erik Probanzaː Aitor Arano, jove acusat
- Nikola Zalduegiː Eki Orellana, jove acusat
- Asier Oruesagastiː Ander Sanz, jove acusat
- Cristian Merchanː Carlos, tinent de la Guàrdia Civil
- Jorge Monjeː Raúl, sergent de la Guàrdia Civil
- Yasmina Drissi: Maria Isabel Manzano, xicota del Carlos
- Aia Kruseː Naiara Urramendi, jove acusada
- Miren Arrietaː Itxaso, xicota de l'Urko
- Itziar Atienzaː Leire Oskia, advocada
- Jose Ramon Soroizː Xabier Orellana, pare de l'Eki
- Miren Gojenolaː Izaskun, mare del «Jonmi»

### Col·laboracions especials
- Mireia Gabilondo: Olatz, mare de l'Urko
- Sergi Mateu: Herminio Martinez de Vielha, director general de la Guàrdia Civil

### Repartiment secundari
- Xabier Elizaldeː Haritz Urruzola, jove acusat
- Ander Azurmendiː Jon Mikel «Jonmi» Vals, jove acusat
- Julen Jiménezː Gorka Kortabarria, jove acusat
- Sambou Diabyː Colette Balerdi Rios, jove del poble
- Jose Ramon Argoitiaː Joxe, pare de l'Olatzen i avi de l'Urko
- Iñigo Aranburuː Pablo, pres basc a la presó de Soto del Real
- Koldo Olabarriː Mikel, un jove del poble, xicot de la Naiara
- Barbara Rivasː Alicia Levrero, esposa del Raúl
- Alfonso Torregrosaː Molins, fiscal
- Aitor Borobiaː Beñat, propietari del bar Koxka
- Marta Juaniz: jutgessa
- Tania de la Cruzː Gabriela «Gabi», mare de la María Isabel
- Elena Urizː Asun, àvia de l'Eki
- Jon Mendia: funcionari
- Javier Laorden: funcionari
- Maitena Salinas: funcionària
- Jose Ruiz de Asuaː sacerdot de la presó de Soto de Real
- Julio Cortazarː policia
- Quique Gagoː policia
- Gorka Odriozolaː policia
- Andoni Mujikaː policia
- Udane Elosegiː noia
- Unai Aranaː noi
- Ruben Markina: pres
- Ander Fernández: pres
- Luka Odriozolaː nen
- Haritz Lete
- Juan Carlos Galarza
- Pablo Acinas
- Juan Mate
- Iban González
- Eriz Alberdi
- Mikel Álvarez
- Nerea Aliasː narradora
- Isabel Arreguiː narradora
- Odei Esnaolaː narrador
- Xabier Lapitz apareix a les imatges de l'arxiu d'EITB

## Producció
La directora d'EITB, Maite Iturbe, va anunciar, el març de 2019, a la comissió de control del Parlament Basc que Euskal Telebista tenia la intenció de fer tres sèries curtes de televisió. El novembre de 2019, Eduardo Barinaga, director d'ETB, va anunciar en una entrevista al programa Gure kasa que faria una sèrie de televisió sobre el cas Altsasu i va subratllar el seu compromís amb la «ficció social». També va esmentar que els familiars dels presos van veure el projecte amb bons ulls.
La sèrie de televisió va comptar amb la producció de Baleuko i de Sàpiens Produccions, aquesta darrera pertanyent al grup SOM, amb coproducció d'Euskal Irrati Telebista (EITB) i Televisió de Catalunya (TVC), la coproducció d'Euskal Irrati Telebista (EITB) i Televisió de Catalunya (TVC), i la participació del Departament de Cultura de la Generalitat de Catalunya. Dirigida per Asier Urbieta, el guió va ser elaborat per Harkaitz Cano, Mikel Alvarez i Andoni de Carlos, i el director de repartiment va ser Txabe Atxa. Eider Gabilondo va ser-ne la directora de producció i Idurre Cajaraville la productora executiva. Per aquest sèrie de televisió es va fer molta feina de documentació: des d'entrevistes a diverses persones implicades en el cas fins a la utilització d'una transcripció del judici, així com diverses xerrades amb els joves acusats i els seus familiars. Durant el rodatge, tant els pares dels joves com els del poble tenien ganes d'explicar alguna història sobre els esdeveniments i els seus sentiments. D'altra banda, els agents implicats de la Guàrdia Civil espanyola i les seves parelles no van voler participar en l'entrevista sobre si van participar en la baralla o van ser atacats.
La gravació va començar el 21 de setembre de 2020 i es va preveure que durés cinc setmanes, fins al 24 d'octubre. La majoria dels enregistraments es van fer a Altsasu, però també es van captar diverses escenes a Pamplona, Bergara, Oiartzun i la presó de Segòvia.

## Episodis

### Primera temporada
| Núm. global | Núm. temp. | Títol en basc                                       | Data d'estrena ETB1    | Audiència ETB1 | Audiència ETB1 | Títol en català                                       | Data d'estrena TV3  | Audiència TV3                | Audiència TV3 |
| Núm. global | Núm. temp. | Títol en basc                                       | Data d'estrena ETB1    | Espectadors    | Quota          | Títol en català                                       | Data d'estrena TV3  | Espectadors                  | Quota         |
| --- | ---------- | --------------------------------------------------- | ---------------------- | -------------- | -------------- | ----------------------------------------------------- | ------------------- | ---------------------------- | ------------- |
| 1 | 1          | «Koxkan izango nauzu zure zain» Aitor               | 9 de desembre de 2020  | 112.000        | 6,4%           | «T'estaré esperant al Koxka» Aitor                    | 18 de gener de 2021 | 600.000 1.010.000 (acumulat) | 22,7%         |
| El 14 d'octubre del 2016, la localitat navarresa d'Altsasu celebra la diada de l'Ospa Eguna a les seves festes patronal, una jornada celebrada des del 2011 amb l'objectiu de reivindicar l'expulsió de les forces de seguretat espanyoles del poble i de la resta del País Basc, en un període marcat per un nombre significatiu de controls policials d'accés al poble. Tot transcorre en un ambient lúdic, fins que dos agents de la Guàrdia Civil espanyola, fora de servei, es presenten de festa i a altes hores de la matinada al bar Koxka. En aquell moment es desencadena una batussa que marcarà el destí del poble i tindrà conseqüències inesperades per a vuit joves presents a la baralla. |            |                                                     |                        |                |                |                                                       |                     |                              |               |
| |            |                                                     |                        |                |                |                                                       |                     |                              |               |
| 2 | 1          | «Elkarrekin baina hemendik urruti» Itsaso           | 16 de desembre de 2020 | N/D            | 4,6%           | «Junts, però lluny d'aquí» Itsaso                     | 25 de gener de 2021 | 463.000                      | 18,1%         |
| El 15 d'octubre de 2016, l'endemà de la picabaralla al bar Koxka, es desperta ple d'incerteses. Dia a dia, augmenten les amenaces dels poders públics de l'Estat sobre el jovent del poble d'Altsasu. Les notícies als mitjans de comunicació i l'espiral de detencions i interrogatoris generen una onada de solidaritat i impotència davant d'unes conseqüències que es perceben injustes i desproporcionades. Al seu torn, un dels guàrdies civils demana el trasllat a València i l'altre es vol quedar de totes formes. |            |                                                     |                        |                |                |                                                       |                     |                              |               |
| |            |                                                     |                        |                |                |                                                       |                     |                              |               |
| 3 | 1          | «Lehen, lehen zen» Urko                             | 23 de desembre de 2020 | N/D            | 3,0%           | «Abans era abans» Urko                                | 1 de febrer de 2021 | 437.000                      | 17%           |
| Del total de vuit joves encausats en la baralla de poble, set acaben sent ingressats en règim de presó provisional. Segons el parer de la jutgessa instructora, així s'evita qualsevol supòsit de risc de fugida. A partir d'aleshores, la vida dels joves empresonats pren un rumb farcit de greuges i dificultats, tant a nivell personal com familiar. És així com les seves expectatives vitals queden torçades i minvades davant d'un futur incert i un present incòmode mentre esperen la data del judici. |            |                                                     |                        |                |                |                                                       |                     |                              |               |
| |            |                                                     |                        |                |                |                                                       |                     |                              |               |
| 4 | 1          | «Detaileak egia baino garrantzitsuagoak dira» Leire | 30 de desembre de 2020 | N/D            | 1,6%           | «Els detalls són més importants que la veritat» Leire | 8 de febrer de 2021 | 436.000                      | 17,1%         |
| Després d'esperar els gairebé dos anys que permet la legislació en matèria de presó provisional, els joves implicats són portats a judici. L'acte comença el 16 d'abril del 2018 i s'allarga durant tres setmanes. Davant del tribunal van passant acusats, acusadors i testimonis, que aporten proves i punts de vista sobre els esdeveniments succeïts al bar Koxka. Un reguitzell d'emocions sacseja als encausats, però també als seus familiars i amistats, fins al moment de fer-se pública la sentència condemnatòria contra tots ells. |            |                                                     |                        |                |                |                                                       |                     |                              |               |

### ETB1
| Temporada | Temporada | Episodis | Dates d'emissió       | Dates d'emissió        | Audiència (mitjana) | Audiència (mitjana) |
| Temporada | Temporada | Episodis | Inici                 | Fi                     | Espectadors         | Quota               |
| --------- | --------- | -------- | --------------------- | ---------------------- | ------------------- | ------------------- |
|           | 1         | 4        | 9 de desembre de 2020 | 30 de desembre de 2020 | N/D                 | 3,9%                |

### TV3
| Temporada | Temporada | Episodis | Dates d'emissió     | Dates d'emissió     | Audiència (mitjana) | Audiència (mitjana) |
| Temporada | Temporada | Episodis | Inici               | Fi                  | Espectadors         | Quota               |
| --------- | --------- | -------- | ------------------- | ------------------- | ------------------- | ------------------- |
|           | 1         | 4        | 18 de gener de 2021 | 8 de febrer de 2021 | 484.000             | 18,7%               |

## Recepció

### Crítica política
Pocs dies després de la seva estrena, el 9 de desembre de 2020 al canal de televisió pública basca ETB 1, va rebre fortes crítiques de partits i mitjans de comunicació vinculats a l'unionisme espanyol. Luis Gordillo, portaveu de la coalició política basca PP+Cs, va manifestar que «hem passat de telebatzoki a teleherriko», va exigir la retirada de la sèrie i va ascusar a ETB de voler «blanquejar el terrorisme». Així mateix, segons alguns mitjans de comunicació, com ara els diaris La Razón i OK Diario, els guàrdies civils apareixen a la sèrie com a «borratxos i violents». Per la seva banda, Agustín Leal, portaveu de l'associació d'agents de la Guàrdia Civil espanyola Justícia per a la Guàrdia Civil (Jucil) va manifestar que: «la sèrie és la continuació de la baralla pel relat, un relat paral·lel que és absolutament mentida».

### Crítica al doblatge
Després de l'estrena de la minisèrie en català, nombroses veus van manifestar la seva disconformitat amb la qualitat del seu doblatge, així com la decisió de fer parlar català als guàrdies civils, opció considerada per alguns espectadors com a desconsideració de realisme a la ficció. Diversos professionals del sector del doblatge també es van sumar a la crítica a xarxes socials i van denunciar la política pressupostària de TV3 de pagar, cada vegada menys, als estudis de doblatge a versions en llengua catalana. Una altra qüestió que va aixecar polseguera al gremi del doblatge va ser l'eliminació d'un diàleg a la versió doblada. Mentre que a la versió original, l'amo del bar rep una trucada anònima que li diu «arriba España», al doblatge en català directament desapareix.
Al seu torn, el director de Televisió de Catalunya, Vicent Sanchis, va defensar la qualitat del doblatge en unes declaracions en les que va manifestar: «No em sembla que justifiqui les queixes» ja que «després vaig veure el doblatge de l'altra sèrie que emetíem, El col·lapse, doblada del francès, i em va semblar equivalent. El que passa és que, a vegades, hi ha un efecte psicològic i, si doblem del castellà, hi ha una tendència a sentir-se més insatisfet. No ens imaginem un basc parlant català. Però és que tampoc un txec en català». Nogensmenys, va puntualitzar que el doblatge es va realitzar amb anterioritat ja que es tractava d'un coproducció. Amb relació a la polèmica de la llengua vehicular dels agents de la Guàrdia Civil espanyola, va expressar: «No teníem més opció. Nosaltres ens regim per un llibre d'estil i un reglament. I les sèries que venen produïdes des de fora, les doblem sempre. En tot cas, es poden mirar en versió original subtitulades. I, en aquest cas, com en d'altres, ho vam indicar, que es podia veure així».